# La Malinche
Malineli Tenepatl, Malinche, Malintzin o Doña Marina (Coatzacoalcos, 1502 – 1527-1529), è stata l'interprete e l'amante di Hernán Cortés.

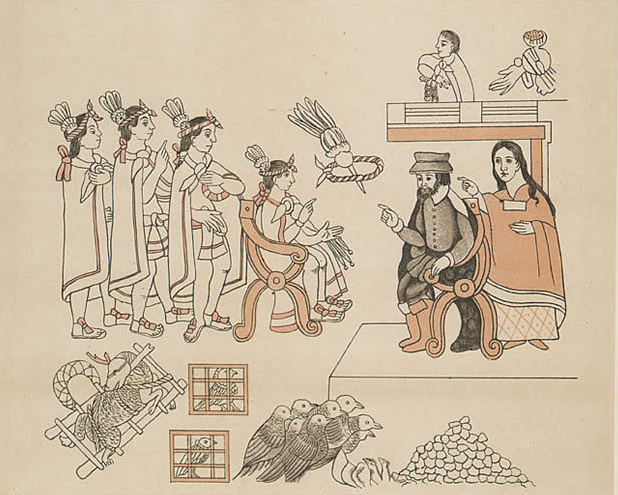
8 novembre 1519: Hernán Cortés e La Malinche incontrano Montezuma II a Tenochtitlán

Viene conosciuta con i nomi Malinalli, Malintzin (trasposizione in spagnolo del nome originale; il suffisso tzin stava a indicare uno stato di nobiltà) o meglio Malinche o La Malinche, nome con il quale più comunemente ci si riferisce a lei, oppure usando il nome cristiano con il quale venne battezzata, Marina, quasi sempre con l'appellativo di doña Marina (donna Marina). Gli Aztechi chiamarono Cortés con lo stesso nome Malinche.

## Biografia
Nata probabilmente a Oluta, nell'odierno Stato di Veracruz, nei pressi di Coatzacoalcos, intorno al 1502, forse nell'alta società azteca. Coatzacoalcos era un'antica capitale olmeca situata allora nella parte sudorientale dell'Impero azteco, nella regione dell'odierno Stato di Veracruz. Malinche apparteneva a una famiglia nobile - suo padre era governatore dell'importante città di Paynalla - e per lei si prospettava un futuro agiato. Ma alla morte del padre sua madre si risposò con un potente locale da cui ebbe un figlio, che divenne l'erede legittimo. Decisero allora di liberarsi di Malinalli. 

### Schiava
Approfittando della morte di una bambina della sua stessa età in paese, i due la fecero passare per loro figlia e nella notte consegnarono Malinalli a dei mercanti, che la rivendettero come schiava al mercato di Xilanco ad altri mercanti maya i quali la vendettero al cacicco di Potonchán. Fu lui che la consegnò a Cortés, forse con il nome di Malinche.
Come schiava fu regalata a Hernán Cortés il 15 marzo 1519 dagli abitanti dell'odierno Stato di Tabasco, assieme ad altre 19 donne, alcuni pezzi d'oro e un completo di mantelli. Cortés aveva appena sconfitto i maya locali nella battaglia di Centla. Proprio a seguito di questa vittoria, una mattina giunse inatteso al suo accampamento il cacicco, cioè il capo tribù, di Potonchán recandogli in dono: oro, tessuti, cibi e donne. L'offerta di giovani era fra le usanze dei Maya dello Yucatán: nei viaggi le donne si occupavano di cibo e pratiche sessuali. Vedendo che gli spagnoli non ne avevano, offrirono loro delle giovani a questo scopo. Prima di accettarle Cortés ordinò che fossero battezzate, non tanto per motivi religiosi, quanto per rispetto delle leggi spagnole, che permettevano rapporti di concubinato solo con cristiane. 

### Battesimo
Secondo un cronista spagnolo, il giorno dopo, davanti a un altare improvvisato, sormontato da un'immagine della vergine e della croce, un frate "mise il nome di doña Marina a quella indigena e signora che allora ci diedero". Officiato il sacramento, Cortés spartì le "novelle cristiane" tra i suoi capitani. E doña Marina fu consegnata a un suo lontano parente, Alonso Hernández Portocarrero.

### Interprete
Da Potonchán, Cortés s'imbarcò per l'odierna San Juan de Ulúa, che raggiunse dopo cinque giorni di navigazione. Mentre si preparava l'accampamento, arrivarono gli ambasciatori di Montezuma per indagare sulle loro intenzioni. Cortés scoprì che Malintzin parlava il nahuatl, la lingua dei suoi genitori e l'usò come interprete nahuatl-maya. Per la traduzione maya-spagnolo Cortés usava un naufrago spagnolo catturato dai Maya e liberato da Cortés presso Cozumel, Gerónimo de Aguilar. Come riassume il cronista, doña Marina "servì da interprete in questo modo: Cortés parlava ad Aguilar, Aguilar all'indigena e l'indigena agli Indios". Così, con l'uso di tre lingue e due interpreti, iniziarono le comunicazioni tra spagnoli e aztechi, finché Malintzin imparò anche lo spagnolo, il che, secondo le cronache indigene, avvenne molto velocemente, visto che indicano la donna sempre come unica interprete.
Oltre al suo servizio come interprete, Malintzin informò gli spagnoli sugli usi, costumi e tradizioni sociali e militari dei nativi e probabilmente svolse anche compiti che oggi chiameremmo di intelligence e "diplomazia", giocando un ruolo molto importante durante la prima parte della conquista del Messico. A partire da quel momento la situazione di Marina cambiò radicalmente. A San Juan de Ulúa, rendendosi conto dell'importanza delle conoscenze linguistiche della donna, Cortés "le chiese di diventare la sua fedele interprete e le promise che l'avrebbe fatta sposare, le avrebbe dato grandi ricompense e le avrebbe ridato la libertà".
Marina giocò un ruolo di grande importanza nella conquista del Messico. Bernal Díaz del Castillo, nella sua Vera storia della conquista della Nuova Spagna, ne ricorda ripetutamente il legame con gli spagnoli e il suo valore in battaglia: "senza di lei, Cortés non poteva trattare alcun affare con gli indiani". Il ruolo dell'amante di Cortés come interprete fu più d'una volta decisivo. A Cholula salvò gli spagnoli da morte certa, rivelando un complotto degli indios riferitole da una donna del luogo. A Tenochtitlán rese possibili le conversazioni tra Montezuma e Cortés, in cui Marina tradusse complessi discorsi dello spagnolo sui fondamenti del cristianesimo e l'atto di sottomissione che gli indios, a suo parere, dovevano all'imperatore Carlo V.
Durante la Noche Triste, la fuga in extremis degli Spagnoli di fronte all'attacco azteco del 1º luglio 1520, doña Marina si trovava alla retroguardia; dopo essersi messo in salvo, una delle prime preoccupazioni di Cortés fu quella di avere notizie delle condizioni degli interpreti "e si rallegrò di sapere che né Gerònimo né Marina erano stati catturati". Così nella campagna finale contro la città di Tenochtitlán, il contributo di Marina fu decisivo per ottenere l'appoggio massiccio degli indigeni nemici degli Aztechi e, dopo la vittoria spagnola, per trasmettere senza giri di parole le richieste più dure di Cortés ai vinti: "Dovete presentare duecento pezzi d'oro di queste dimensioni" disse agli abitanti di Tenochtitlán, mentre disegnava un grande cerchio con le mani.

### Amante di Cortés
Dopo la distruzione della capitale azteca, Cortés stabilì la sede del governo spagnolo nella cittadina di Coyoacán. Non sappiamo se Marina fosse già allora divenuta amante di Cortés, né sappiamo se a 19 anni fosse davvero "bella come una dea", come affermò più tardi un altro cronista, poiché i ritratti dell'epoca sono semplici schizzi. Certo è che Marina divenne concubina di Cortés. Forse per semplificare le cose, mandò Portocarrero in Spagna a consegnare una lettera al re. Marina ebbe un figlio da Cortés, di nome Martín, in onore del padre del conquistador; Martín era primogenito ma illegittimo. Intanto da Cuba era giunta la moglie di Cortés il quale decise di dare alla propria concubina una nuova sistemazione. Organizzò pertanto il di lei matrimonio con un nobile hidalgo spagnolo di nome Juan Jaramillo e si sa con certezza che Malintzin ebbe una figlia da Jaramillo, Maria. Il cronista Francisco López de Gómara assicura che Jaramillo si sposò ubriaco e che le nozze furono malviste dagli uomini di Cortés, perché Marina era indigena, ragazza madre ed era stata anche l'amante di due spagnoli. Ma con questo matrimonio, Cortés mantenne la sua promessa di dare la libertà e un marito a Marina, offrendole un'eccellente posizione sociale. Successivamente Cortés diede lo stesso nome di Martín al suo primo figlio legittimo avuto con Juana de Zúñiga. Marina e il marito si stabilirono a Città del Messico ma Marina non poté tenere con sé il figlio Martín, che fu affidato alle cure di un cugino di Cortés. Da allora, di Marina si perdono le tracce e non vi sono testimonianze di che cosa le accadde. Morì certamente, forse di vaiolo, prima del 1529, perché fu allora che il marito, rimasto vedovo, chiese di risposarsi.

### Storie e leggende
Oltre ai fatti reali e documentati, la Malinche accumula un gran numero di leggende e supposizioni meno probabili, e di associazioni più o meno giuste con il personaggio, come può essere la parola malinchismo o l'essere considerata, sebbene da pochissimi, la "prima madre" del Messico. Queste leggende, supposizioni e associazioni si possono riassumere in quattro tipi:
- Storie romanzesche sulla sua infanzia:
Nata in nobile culla. Sequestrata e venduta come schiava ancora da bambina, per un conflitto familiare nel quale sua madre e suo fratello la tradirono. Durante la schiavitù conosce il conquistador, che se ne innamora. Tornata al suo luogo di nascita, dove, invece di vendicarsi di sua madre e suo fratello, si preoccupa perché siano battezzati e li copre di regali. Non c'è da sorprendersi se alcuni cronisti possono aver esagerato la storia, che è degna dei romanzi cavallereschi che i conquistadores adoravano.
- Presunta storia d'amore con Cortés:
Cortés ebbe un figlio con Malintzin, però ne ebbe anche un altro con Isabel Moctezuma, la figlia di Montezuma che doveva essere la moglie di Cuitláhuac o di Cuauhtémoc. Probabilmente la sua relazione amorosa con Malintzin fu molto meno intensa di quello che si vuol credere. Cortés nei suoi numerosi scritti cita il nome di Marina una sola volta.
- Accusa di tradimento e di vendita della patria:
È evidente che Malintzin non aveva alcuna patria da vendere. Cortés approfittò proprio dell'inesistente unità e della grande inimicizia tra i popoli con i quali entrava in contatto. Da Malinche deriva il termine malinchismo, usato in Messico e in altri Paesi del Sudamerica per indicare le azioni contro la patria e la propria cultura (soprattutto se portano un beneficio personale) o la preferenza dello straniero; tuttavia sicuramente questo non fu il pensiero degli sconfitti bensì un'idea di gran lunga posteriore alla conquista spagnola.
- Fama di Madre fondatrice:
Malintzin evoca anche la nascita di una nuova patria e di un sentimento generale di maternità. Viene associata, per esempio, alla leggenda della Llorona (Madre piangente), un leggendario fantasma di Città del Messico che nelle sue apparizioni grida: ¡Ay, mis hijos!

## Riferimenti nella cultura moderna
Malinalli è il personaggio principale del romanzo Malinalli of the Fifth Sun: The Slave Girl Who Changed the Fate of Mexico and Spain (Malinalli del Quinto Sole: la ragazza schiava che cambiò il destino di Messico e Spagna), scritto da Helen Heightsman Gordon e pubblicato nel 2011. Questo romanzo racconta con una profonda disamina che mette in evidenza le culture di popoli Maya e Aztechi in maniera empatica e realistica. I personaggi storici di Cortés e Marina – Malinalli sono descritti con tutti i difetti e le virtù umane e interagiscono con personaggi fittizi credibili tipici della loro cultura (come i parlanti le lingue náhuatl, maya e spagnolo).
La Malinche è anche la protagonista di romanzi come Feathered Serpent: A Novel of the Mexican Conquest (Il Serpente Piumato: un romanzo della conquista del Messico) di Colin Falconer e The Golden Princess (La Principessa d'Oro) di Alexander Baron, mentre nel romanzo di Gary Jennings, Aztec (L'Azteco), viene descritta come un'ipocrita traditrice. Più di recente, Malinalli è divenuta la protagonista di Malinche's Conquest (La Conquista di Maliche) di Ana Lanyon, un racconto non fittizio che narra l'investigazione sulla donna storica e mitica che fu Marina. Un romanzo pubblicato nel 2006 da Laura Esquivel descrive Malinalli come una pedina storica: una donna intrappolata tra la civiltà messicana e gli spagnoli invasori e che rivela una visione letteraria del leggendario amore. Lo stesso nel romanzo Tlaloc weeps for Mexico (Tlaloc piange per il Messico) di Lázló Passuth, dove Marina viene descritta come una vera cristiana e protettrice dei nativi americani.
La Malinche, con il nome di Marina, appare anche nel romanzo di avventura Moctezuma's Daughter (La Figlia di Moctezuma) (1893) di H. Rider Haggard, dove appare per la prima volta nel capitolo XIII, salvando il protagonista dalla tortura e dal sacrificio. La sua storia è stata raccontata in Cortés e Marina (1963) di Edison Marshall.
È un personaggio fondamentale nell'opera La Conquista (2005) del compositore italiano Lorenzo Ferrero.
Il tema centrale del romanzo The Treasure of La Malinche (Il Tesoro di La Malinche) di Jeffry S. Hepple si basa su un racconto scritto da La Malinche, scoperto in uno scavo archeologico.
Un altro romanzo interessante è Death of the Fifth Sun (Morte del Quinto Sole, 1987) di Robert Somerlott, che ha come narratrice proprio la Malinche. Robert Somerlott visse a lungo a San Miguel de Allende, dove ricoprì l'incarico di direttore di PEN Internacional per molti anni. Realizzò un'ampia indagine sulla vita di la Malinche e della vita quotidiana della gente della valle centrale del Messico. Il libro è un romanzo storico classico sulla conquista del Messico.
Nel film Star Trek Universe, una nave, la USS Malinche, prese il suo nome da La Malinche. Hans Beimer, un nativo di Città del Messico, insieme a Robert Hewitt Wolfe, scrisse un copione basato su La Malinche intitolato The Serpent and the Eagle (Il Serpente e l'Aquila). Il copione fu accettato da Ron Howard e dalla Imagine Films e lo si può trovare su Paramount Pictures.
Octavio Paz porta il ruolo de La Malinche nel labirinto della solitudine come madre della cultura messicana. Usa la sua relazione con Cortés come simbolo che rappresenta la cultura messicana originata dall'oltraggio e dall'abuso. Egli afferma che sottomettendosi a lui, Malinalli aiutò Cortés ad assumere il controllo e a distruggere lo Stato azteco. Le sue affermazioni si riassumono in un tema importante del libro, asserendo che la cultura messicana è un labirinto.
La canzone di Neil Young Cortez the Killer fa anche riferimento a lei.
Un altro riferimento a La Malinche come "Marina" si trova al principio del XIX secolo nel romanzo polacco Manuscrit trouvé à Saragosse (Manoscritto trovato a Saragozza), dove La Malinche subisce una maledizione per aver dato il suo cuore e il suo Paese all'odiato Cortés, capo dei banditi del mare.
È un personaggio che sta alla base della trama della serie TV di Disney+ Il Mistero Dei Templari - la serie (legata alla trilogia cinematografica).